# Сход лавины в Пакистане (2012)
Сход лавины в Пакистане произошёл в апреле 2012 года в районе спорного ледника Сиачен. Погибло 129 солдат и 11 мирных жителей.

## Ход стихийного бедствия
7 апреля 2012 года в 6 часов утра по местному времени штаб 6-го Северного пехотного батальона, расположенный на высоте 4572 м над уровнем моря недалеко от границы с Индией, оказался погребён под снежной лавиной.
Спасательные работы начались практически сразу после известия о сходе лавины, однако климат и сложные погодные условия не дали возможности для скорейшего спасения людей. Семь недель спасатели рыли туннели в снегу и льду, чтобы откопать погибших.